# Natalia Niemen
Natalia Denique Niemen-Otremba (ur. 24 stycznia 1976 w Warszawie) – polska piosenkarka.

## Życiorys

### Rodzina i edukacja
Jest córką muzyka Czesława Niemena i modelki Małgorzaty Niemen. Ma młodszą siostrę, Eleonorę, która także jest piosenkarką. Ukończyła średnią szkołę muzyczną im. Karola Szymanowskiego w Warszawie, uczęszczając do klasy altówki.

### Kariera muzyczna
Największy wpływ na jej gust muzyczny wywarł ojciec, który widział ją w roli skrzypaczki grającej w orkiestrze. Jako dziecko słuchała wykonawców r’n’b, takich jak Mahalia Jackson, Otis Redding, Aretha Franklin i Wilson Pickett.
Na scenie zawodowej zaczęła śpiewać w 1997, towarzysząc w chórkach Natalii Kukulskiej. W marcu 1998 wydała album pt. Na opak, na który materiał napisali do niej Grzegorz Kloc, Jarosław Pruszkowski, Mirosław Hoduń i Olga Pruszkowska. W 1998 wystąpiła na 35. Krajowym Festiwalu Piosenki Polskiej w Opolu. Pod koniec lat 90. została wokalistką zespołu chrześcijańskiego New Life’ M. oraz chórzystką i solistką zespołu Trzecia Godzina Dnia. Koncertowała także z własnym programem, który tworzyła z mężem, Mateuszem Otrembą.

### Kariera polityczna
W wyborach samorządowych w 2024 kandydowała do rady Żoliborza z list KWW Żoliborz ma głos.

## Życie prywatne
Za sprawą męża, Mateusza Otremby, syna pastora i byłego prezesa fundacji „Młodzież dla Chrystusa”, związała się z protestancką wspólnotą w Poznaniu, która jest zborem Kościoła Chrześcijan Baptystów. W 2020 porzuciła chrześcijaństwo.

## Dyskografia

### albumy solowe
- 1998: Na opak (wyd. Sony BMG 74321572622); W czasie suszy serce słucha, Tramwajem do nieba, Duet we dwoje, Zrobię na opak, We., Co ze mnie wyrośnie?!, Z marzeń pod rynnę, Bossa noga, Kota ogonem, Matka Natalya od aniołów, Słowianin, W sosie własnym, Pół wiatrem, pół serio, Dorosła bajka.

### z New Life M.
- 2002: Dla Ciebie i dla mnie (wyd. MIX Studio Dźwięku); To miejsce dał nam Pan, Z całej duszy, Jest ktoś, Puka puk, Radykalni w miłości, Wołam do Ciebie, Panie, Słowo dało moc, I got no money, Wezwij Go, gdy..., Oddaję Ci życie swe, Alleluja w Miłości, Nie ma takich gorzkich łez, Hej hej – zapalmy światło, Te Deum (Ciebie Boga wysławiamy).
- 2009: Szukam domu.

### zTGD
- 2012: Uratowani
- 2008: PS
- 2001: Na żywo
- 1998: Hosanna

### zGospel Joy
- 2017: Napełniaj[6]

### Single
- Zrobię na opak
- Matka Natalya od aniołów
- W czasie suszy serce słucha
- Kota ogonem
- Jestem mamą. To moja kariera – 2008